# Michał Wołodyjowski
Michał Wołodyjowski [mixaʊ vowodɨjovski] (auch Jerzy Michał Wołodyjowski) ist ein fiktiver polnischer Held und einer der wichtigsten Protagonisten der Historientrilogie von Nobelpreisträger Henryk Sienkiewicz, bestehend aus den Romanen Mit Feuer und Schwert, Sintflut und Herr Wołodyjowski. Die Figur stellt das personifizierte Ideal des sogenannten Sarmaten dar und basiert teilweise auf der historischen Person des polnischen Truchsess und Oberst Jerzy Wołodyjowski aus der Wappengemeinschaft Korczak.
Obwohl Michał Wołodyjowski in allen drei Bänden der Trilogie auftritt, erfährt er darin einen steten Wandel vom schlichten aber tapferen Soldaten zum legendären und alles entscheidenden Oberst. Wechselhaft ist auch seine Beziehung und vor allem die Loyalität zu anderen Figuren der Trilogie. Wegen seiner geringen Körpergröße wird er als Kleiner Ritter bezeichnet, gilt jedoch als bester Fechter Polens. An seiner Seite finden sich stets die beiden Adeligen Jan Skrzetuski und Jan Onufry Zagłoba. Seine Ehefrau ist Barbara Jeziorkowska, obwohl er über weite Strecken der Geschichte vom Liebesglück verlassen scheint. Sein Ende findet Michał Wołodyjowski als Märtyrer während der Belagerung von Kamieniec Podolski in 1672, während des Polnisch-Osmanischen Krieges, als er sich zusammen mit seinem schottischen Freund Ketling von Elgin in einem Schießpulverdepot in die Luft sprengt, um eine von den Türken belagerte Festung zu retten.